# Кружилинский

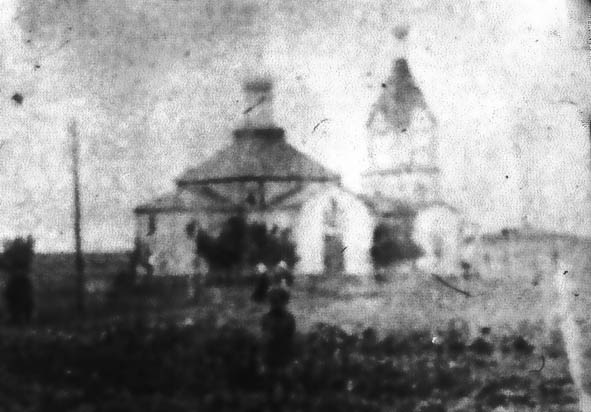
Николаевская церковь перед революцией

Кружи́линский — хутор в Шолоховском районе Ростовской области России.
Административный центр Кружилинского сельского поселения.

## География
Расстояние до районного центра с учётом доступа транспортом — 33 км.
В хуторе протекает река Чёрная и её приток — река Семёновка.

## История
Существует две версии, касающихся того, кто был основателем хутора Кружилина. По первой версии основателем был сотник Григорий Кружилин, по второй — братья Григорий, Захар, Иван, Иона, Пётр, Савва Кружилины, Иван Лиховидов и Иван Четвериков. Хутор был основан около 1749 года.
В 1820 году в хуторе числилось 20 дворов, а к концу века — 200 дворов. Перед Октябрьской революцией управляющим хутора был выбранный обществом атаман, его жители были прихожанами Троицкой церкви станицы Вёшенской.
3 мая 1881 года представители хуторов Кружилина, Каргин-Кружилина, Максаева, посёлка Ясеновка написали ходатайство архиепископу Донскому и Новочеркасскому о необходимости постройки новой церкви хуторе Каргин-Кружилине. Разрешение на строительство было получено, и к 1885 году церковь построили и освятили. Новая деревянная церковь Во имя Святителя и Чудотворца Николая стояла на каменном фундаменте, имела 12 колоколов и деревянное ограждение. Престол был один. Церковь стояла на площади в центре хутора, рядом с подворьями богатых казаков. При церкви с 1904 года работал церковно-приходская школа.

## Население
| 2010 |
| ---- |
| 1264 |

## Улицы
| - ул. Асфальтная, - ул. Васильковая, - ул. Интернациональная, - ул. Молодёжная, - ул. Набережная, - ул. Садовая, | - ул. Солнечная, - ул. Цветочная, - ул. Центральная, - ул. Шапировка, - ул. Школьная, - ул. Шолохова, | - ул. Янтарная, - пер. Газетный, - пер. Дружбы, - пер. Заречный, - пер. Лесной, - пер. Парковый, | - пер. Радужный, - пер. Речной, - пер. Садовый, - пер. Степной, - пер. Хлебный, - пер. Школьный. |

## Достопримечательности

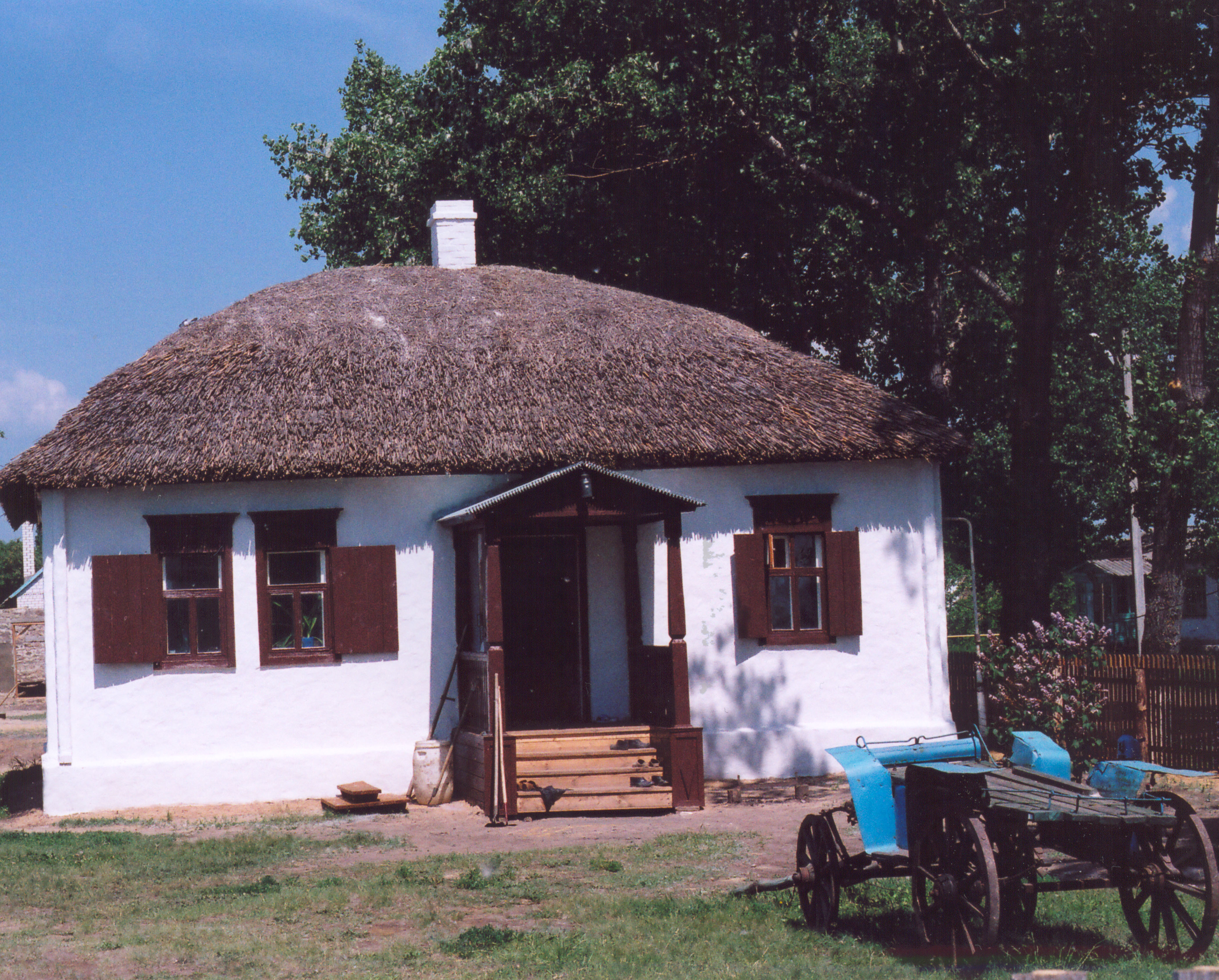
Домик, где родился Михаил Шолохов.

- Дом, где родился писатель М. Шолохов и прожил пять лет. Дом был куплен отцом писателя, Александром Михайловичем Шолоховым. Отец служил приказчиком у купца Парамонова. В 1910 году из-за отъезда семьи Шолоховых в Каргин, дом был продан. В настоящее время дом со двором, фруктовым садом, лавкой, баней, амбаром, конюшней входят в Государственный музей-заповедник М. А. Шолохова.
- Музей Казачье подворье конца XIX — начала XX в. В состав музея входит дом, сарай, амбар, погреб и др. Музей знакомит посетителей с обстановкой старинного казачьего хутора. Является объектом Государственного музея-заповедника М. А. Шолохова.
- Ныне не существующая деревянная церковь во имя Святителя и Чудотворца Николая.
- Памятник казакам Тихого Дона расположен на выезде из хутора.
- Памятник погибшим воинам в хуторе Кружилинском — установлен на братской могиле в 1967 году. Здесь покоятся 129 человек, погибших при освобождении хутора и его окрестностей[5].

## Известные уроженцы
- Бокова, Хритиния Алексеевна (1928—2022) — советская работница сельского хозяйства, свинарка, Герой Социалистического Труда.
- Кружилин, Георгий Никитич (1911—2005) — советский и российский учёный, специалист в области теплоэнергетики, член-корреспондент АН СССР, РАН.
- Шолохов, Михаил Александрович (1905—1984) — советский писатель, лауреат Нобелевской премии по литературе, дважды Герой Социалистического Труда.